# Jednogodišnja paprika
Jednogodišnja paprika (lat. Capsicum annuum) jedna je od cvjetnica iz roda paprika.

## Opis
Capsicum annuum, cvjetnica iz porodice Solanaceae, naširoko se uzgaja za ljute ili meke paprike u tisućama sorti i kultivara. Capsicum annuum je ekonomski najvažnija vrsta iz roda Capsicum. Njegovi uobičajeni oblici uključuju bell, poblano, cayenne, pimiento (uključujući one koji se koriste za izradu paprike), jalapeño, serrano i razne druge čili papričice. Plodovi ove vrste sastavni su sastojci kuhinja mnogih zemalja svijeta. Biljka se također uzgaja kao ukrasna ili kao lijek.
Paprike se mogu jesti sirove, kuhane, ukiseljene, pečene ili dehidrirane. Opori čili se može koristiti kao začin. Neke se paprike također koriste kao boje u nekoj hrani. Ekstrakti paprike koriste se u farmaceutskim proizvodima za stanja poput artritisa i atletskog stopala (zarazna gljivična infekcija). Plodovi sadrže mnoge fitokemikalije, uključujući vitamin C, vitamin A, flavonoide, antocijane i karotenoide, kao i kapsaicinoide koji su začinske komponente ljutih papričica.

### Povijest
Arheološki i genetski dokazi pokazuju da su divlji preci C. annuum evoluirali u sjevernoj Južnoj Americi. Kao i druge paprike, ovu su vrstu proširile ptice prije nego što je privukla ljudsku pozornost. Pticama nedostaju osjetilni receptori za kapsaicinoide i stoga na njih ne utječe ljutina paprike; sjemenke neozlijeđene prolaze kroz probavni sustav ptica i izlučuju se na nova mjesta.
Biljku su prvi udomaćili domorodački narodi u današnjem Meksiku prije otprilike 6000–7000 godina. Čili je bio važna hrana mnogim domorodačkim populacijama, uključujući i Asteke. Vraćajući se s jednog od svojih putovanja u Novi svijet, Kristofor Kolumbo odnio je sjeme u Europu, a vrsta se brzo proširila po kontinentu te u Aziju i Afriku.

### Fizički opis
Biljka je biljka ili mali grm koji naraste u visinu od 0,3-1,2 metra (1-4 stope) i širinu od 15-30 cm (6-12 inča). Njegovi sjajni listovi su otprilike ovalnog oblika s glatkim rubovima i mogu doseći duljinu do 7,5 cm (3 inča). Lišće nekih Kultivara postaje tamnoljubičasto ili crno kako biljka raste.
Zvjezdasti ili zvonoliki cvjetovi imaju 4-5 latica bijele, zelenkaste ili ljubičaste boje ili boje lavande. Plodovi su prave bobice i dolaze u mnogim oblicima i veličinama. Na primjer, paprike su velike, okrugle i izbrazdane, dok su kajenske paprike dugačke i tanke. Ovisno o kultivaru, plodovi mogu biti zeleni, crveni, žuti, narančasti ili crni, a mnogi mijenjaju boju dok sazrijevaju. S obzirom na to da se mnoštvo oblika lako unakrsno oprašuje, sorte i kultivare često je teško kvantificirati i obično se klasificiraju prema karakteristikama plodova, kao što su veličina, oblik, boja, okus i ljutina.

### Uzgoj
Mnoge sorte i kultivari C. annuum razmnožavaju se iz sjemena. Vrsta je otporna na mraz, a presadnice se često sade u staklenicima i presađuju na otvoreno kad napune šest do osam tjedana, ako je opasnost od mraza prošla. Biljka može preživjeti kao kratkotrajna trajnica u toplim klimama, ali se često uzgaja kao jednogodišnja.
Vrsta je otporna na toplinu i sušu, a ljutina plodova nekih kultivara čini biljke otpornima na oštećenja od jelena i drugih životinja. Biljka dobro raste u bogatom i dobro dreniranom tlu. Najbolje uspijeva na punom suncu i kada mu se korijenje ne smeta. Biljke obično cvjetaju ljeti, a plodonose u ljeto i ranu jesen.
Capsicum annuum je pod utjecajem truleži stabljike i korijena, gljivične i bakterijske pjegavosti lišća, virusa mozaika i venuća. Biljke mogu pretrpjeti štetu od insekata, uključujući bijele mušice, lisne uši, crve paprike (Zonosemata electa), i “krumpirove zlatice” (Leptinotarsa decemlineata). Vrsta je biljka domaćin “krumpirovog gomoljastog moljca” (Phthorimaea operculella).